# Gawar Lamordé
Gawar Lamordé (ou Gawar tout court, différent de Gawar Windé) est un village du Cameroun situé dans le département du Mayo-Tsanaga et la Région de l'Extrême-Nord. Il fait partie de la commune de Mokolo et du canton de Gawar.

## Population
En 1966-1967, la localité comptait 788 habitants, d'origines diverses : Peuls, Mafa, Mofu, Bainawa.
En 2005, lors du recensement général de la population et de l'habitat, on y a dénombré 1 725 habitants.